# Orr Island
Orr Island ist eine 8 km lange und vereiste Insel des Marshall-Archipels vor der Saunders-Küste des westantarktischen Marie-Byrd-Lands. Im Sulzberger-Schelfeis liegt sie 5 km südwestlich von Grinder Island.
Der United States Geological Survey kartierte sie anhand eigener Vermessungen und Luftaufnahmen der United States Navy aus den Jahren von 1959 bis 1965. Das Advisory Committee on Antarctic Names benannte sie 1970 nach Lieutenant Commander Thomas E. Orr (* 1934), Versorgungsoffizier und Leiter einer Einheit von Rettungsfallschirmspringern der Flugstaffel VX-6 bei der Operation Deep Freeze des Jahres 1968.